# Iberis carnosa
Iberis carnosa är en korsblommig växtart som beskrevs av Carl Ludwig von Willdenow. Iberis carnosa ingår i släktet iberisar, och familjen korsblommiga växter.

## Underarter
Arten delas in i följande underarter:
- I. c. carnosa
- I. c. embergeri
- I. c. granatensis
- I. c. lagascana

## Bildgalleri

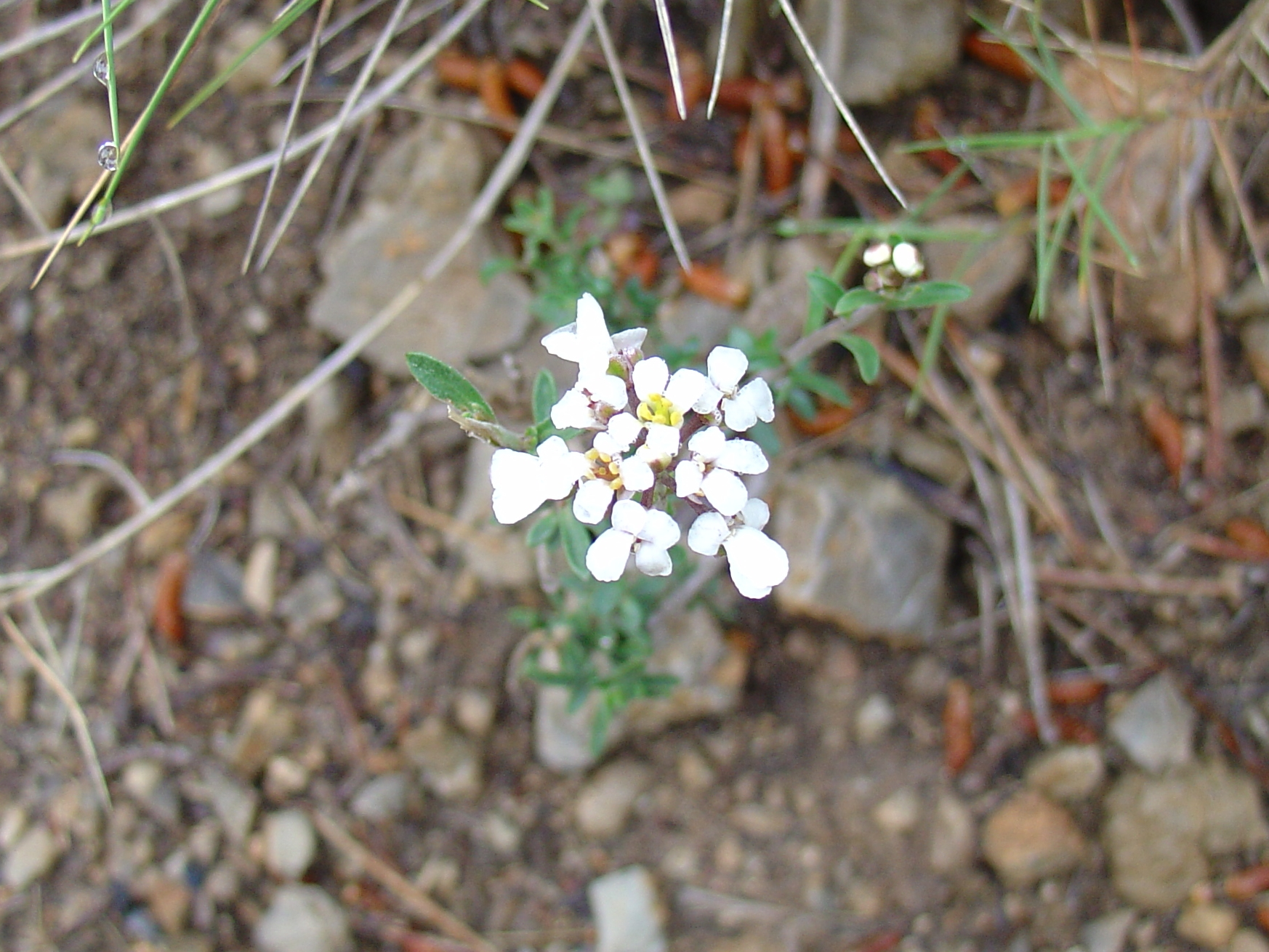
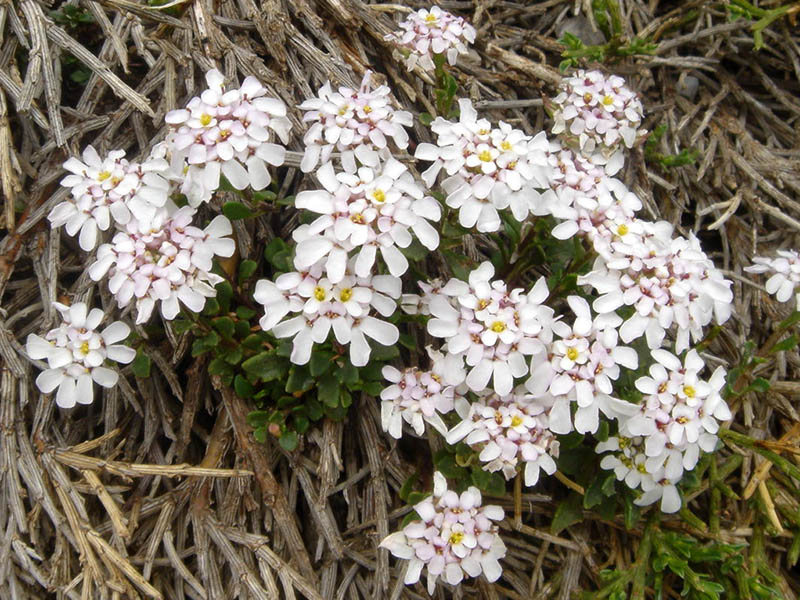
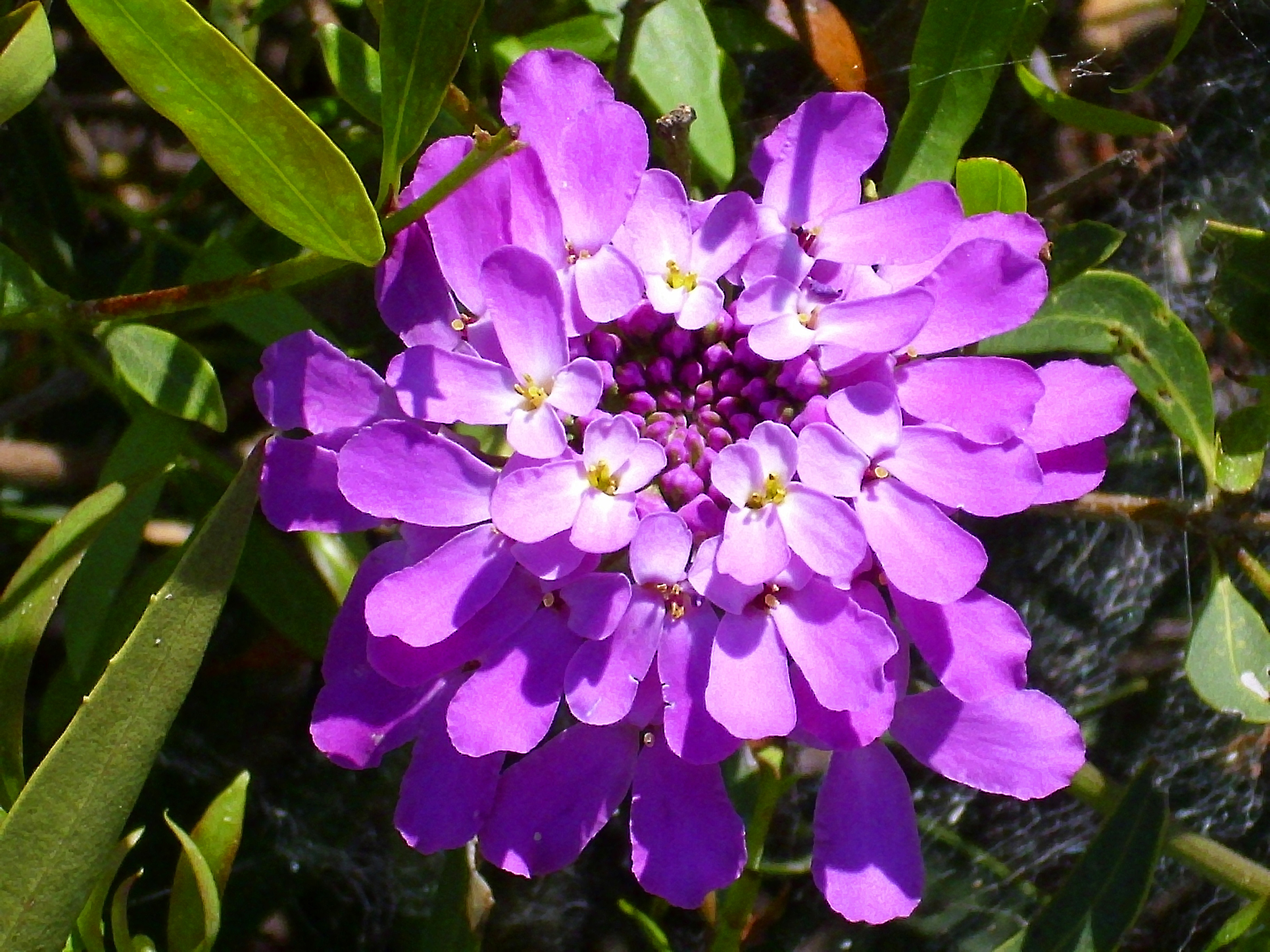